# Embraer C-390 Millennium
Embraer C-390 Millennium (mellan 2011–2019 betecknad KC-390) är ett medelstort tvåmotorigt jetdrivet militärt transportflygplan, utvecklat av brasilianska flygplanstillverkaren Embraer. Flygplanet ska kunna utföra flygtankning samt transportera gods och trupper. Det är det tyngsta flygplan som bolaget har gjort hittills, och kan transportera upp till 26 ton gods, inklusive hjulbaserade stridsfordon.
I november 2024 meddelade Sveriges försvarsmakt att C-390 kommer att väljas som ersättare för de ungefär lika stora TP 84 Hercules.

## Bilder

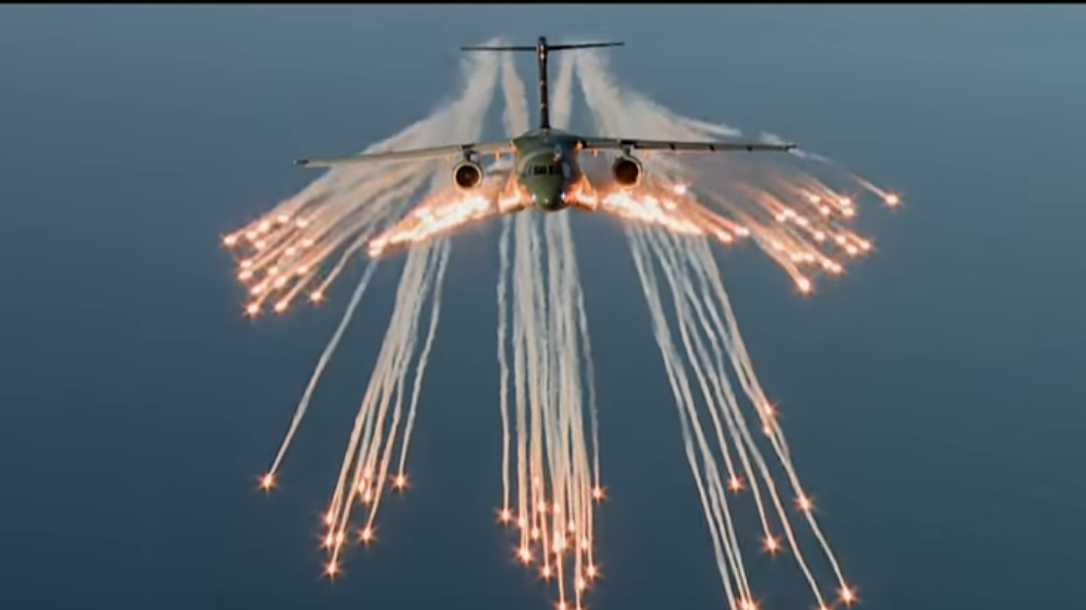
En C-390 fäller motmedel.
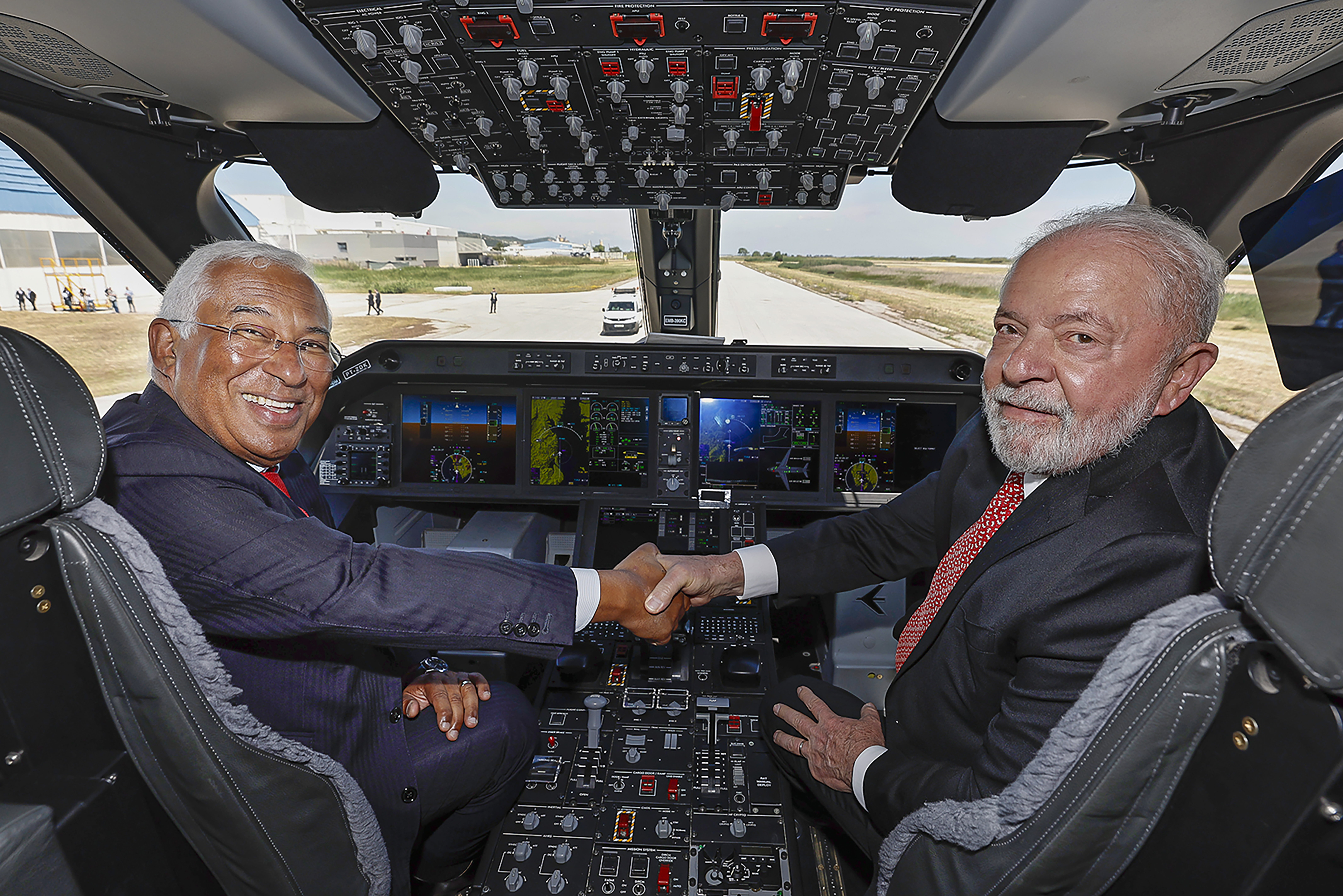
Cockpit i en C-390.